# La Jangada
 (février 2024).
La mise en forme du texte ne suit pas les recommandations de Wikipédia : il faut le « wikifier ».
Les points d'amélioration suivants sont les cas les plus fréquents. Le détail des points à revoir est peut-être précisé sur la page de discussion.
- Les titres sont pré-formatés par le logiciel. Ils ne sont ni en capitales, ni en gras.
- Le texte ne doit pas être écrit en capitales (les noms de famille non plus), ni en gras, ni en italique, ni en « petit »…
- Le gras n'est utilisé que pour surligner le titre de l'article dans l'introduction, une seule fois.
- L'italique est rarement utilisé : mots en langue étrangère, titres d'œuvres, noms de bateaux, etc.
- Les citations ne sont pas en italique mais en corps de texte normal. Elles sont entourées par des guillemets français : « et ».
- Les listes à puces sont à éviter, des paragraphes rédigés étant largement préférés. Les tableaux sont à réserver à la présentation de données structurées (résultats, etc.).
- Les appels de note de bas de page (petits chiffres en exposant, introduits par l'outil «  Source ») sont à placer entre la fin de phrase et le point final[comme ça].
- Les liens internes (vers d'autres articles de Wikipédia) sont à choisir avec parcimonie. Créez des liens vers des articles approfondissant le sujet. Les termes génériques sans rapport avec le sujet sont à éviter, ainsi que les répétitions de liens vers un même terme.
- Les liens externes sont à placer uniquement dans une section « Liens externes », à la fin de l'article. Ces liens sont à choisir avec parcimonie suivant les règles définies. Si un lien sert de source à l'article, son insertion dans le texte est à faire par les notes de bas de page.
- La présentation des références doit suivre les conventions bibliographiques. Il est recommandé d'utiliser les modèles {{Ouvrage}}, {{Chapitre}}, {{Article}}, {{Lien web}} et/ou {{Bibliographie}}. Le mode d'édition visuel peut mettre en forme automatiquement les références.
- Insérer une infobox (cadre d'informations à droite) n'est pas obligatoire pour parachever la mise en page.

Pour une aide détaillée, merci de consulter Aide:Wikification.
Si vous pensez que ces points ont été résolus, vous pouvez retirer ce bandeau et améliorer la mise en forme d'un autre article.
Pour les articles homonymes, voir Jangada (homonymie).
La Jangada, sous-titré 800 lieues sur l'Amazone, est un roman policier et d'aventures de Jules Verne, publié en 1881.
Une jangada est un train de bois, un vaste radeau en Amérique du Sud. C'est sur ce genre d'embarcation que Joam Garral et toute sa famille, qui résident au Pérou, descendent le cours de l'Amazone, afin de marier sa fille à Belém, à l'embouchure du fleuve.

## Historique
L'œuvre est d'abord parue sous forme de feuilleton dans le Magasin d'éducation et de récréation du 1er janvier au 1er décembre 1881, puis est reprise en édition grand-format in-18 la même année chez Hetzel.

## Résumé
En 1852, à Iquitos, au Pérou, Joam Garral, fazender de 48 ans, est l'heureux propriétaire d'une fazenda qui prospère, et le père de famille également épanoui de deux enfants, un fils Bénito de 21 ans et une fille Minha de 17 ans, qui va épouser le meilleur ami de son fils, Manoël Valdez, médecin militaire brésilien.
L'annonce du mariage implique de se rendre à Belém, au Brésil, afin de rencontrer la mère de Manoël et de célébrer le mariage sous sa bénédiction. Joam Garral décide donc d'adapter un train de bois flotté à vendre vers le littoral atlantique du Brésil, en un radeau gigantesque, une jangada, pour descendre le cours de l'Amazone et parcourir « huit cents lieues » sur le fleuve avant de célébrer le mariage à Belém.
L'intrigue se déroule donc au fil du fleuve et contraste avec son cours tranquille, tant elle est jalonnée de rebondissements qui en constituent les ressorts et l'intérêt. Comme dans Voyage au centre de la Terre (1864) ou Les Enfants du capitaine Grant (1867-1868), c'est un message codé, en l'occurrence cryptographié, qui sert de point de départ et de fil conducteur à l'histoire.
Joam Garral semble un héros tourmenté, avec toujours de la tristesse dans le regard, et une sorte de mélancolie qui étonne ses proches et ses domestiques, tant sa réussite à la fois professionnelle et personnelle est éclatante. Le cours du voyage est l'occasion de se rendre compte que le héros annonce son arrivée à Belém, qu'il avait connu mais quitté étant jeune, sans espoir de retour au Brésil, à un magistrat, le juge de droit Ribeiro, au fil d'une correspondance secrète.
Mais le décès du juge Ribeiro, deux jours avant l'arrivée de la jangada à Manao, est un des coups de théâtre dont Jules Verne, ancien dramaturge ayant régi le théâtre parisien d'Alexandre Dumas père, a toujours eu le secret dans ses Voyages extraordinaires…

## Commentaire
En parallèle de l'intrigue policière, le roman est une découverte biologique et géographique de l'Amazone et des pays immenses que traverse le fleuve, avec les habituels morceaux de bravoure des romans de Jules Verne, comme une attaque de caïmans, la découverte de Fragoso, sorte de Figaro affectionné dans les romans de l'auteur (à rapprocher de Passepartout dans Le Tour du monde en quatre-vingts jours, Jo dans Cinq semaines en ballon ou Michel Ardan dans Autour de la Lune), en cherchant la naissance d'une liane, ou encore la ponte des tortues sur les bords du fleuve (phénomène impressionnant que l'auteur reprendra, sous forme d'une transhumance, dans Le Superbe Orénoque, en 1898, au Venezuela cette fois).

## Liste des personnages
- Araujo (pilote de la jangada, fidèle et expert mais porté sur la boisson, dont la maîtresse est une "dame-jeanne" de tafia).
- Cybèle (servante de la famille Garral).
- Fragoso (barbier de son état, véritable hommage au Figaro de Beaumarchais, loustic récurrent des Voyages extraordinaires).
- Benito Garral, fils du fazender, au caractère enjoué mais emporté, qui défiera Torres en duel.
- Joam Garral, alias Joam Dacosta, le héros du roman.
- Minha Garral, fille du précédent, promise à Manoël.
- Yaquita Garral, fille de Magalhaes et femme de Joam Garral, d'une fidélité et confiance à toute épreuve en son mari.
- Vicente Jarriquez, juge de droit (par opposition au juge de paix) suppléant du juge Ribeiro, as des charades, rébus, mots et énigmes en tous genres (sa description physique est l'une des plus drôles jamais écrites par l'auteur).
- Lina, anagramme de liane (liana en portugais), servante de Minha et plutôt son intime qu'une suivante, à l'origine de la découverte de Fragoso dans la jungle et de son sauvetage in extremis, en proposant l'idée de suivre une liane pour en découvrir la naissance.
- Magalhaes, fazender péruvien d'origine portugaise, qui recueille le jeune exilé à bout de force Joam Garral et lui offre l'hospitalité, le travail et l'association, avant de lui donner la main de sa fille sur son lit d'agonie (père de Yaquita).
- Ortega.
- Padre Passanha, le confesseur de la famille, qui a marié Joam et Yaquita, qui bénéficie d'un logement avec la famille et de la chapelle sur la jangada, qui marie les enfants après avoir marié en leur temps les parents, et se retire dans un couvent à Belém avec le sentiment du devoir accompli (à rapprocher du Padre Esperante au fil de l'Orénoque dans Le Superbe Orénoque).
- Juge Ribeiro, évoqué dans la seconde partie du roman, il meurt avant l'arrivée de Joam Garral au Brésil.
- Torrès, le personnage du méchant dans l'histoire, capitaine des bois (capitao de matos), c'est-à-dire mercenaire passant marché de retrouver les esclaves marrons (non affranchis et fugitifs), qui proposera un marché immonde à Joam Garral en échange de sa réhabilitation (à rapprocher du négrier Negoro dans Un capitaine de quinze ans, 1878).
- Manoel Valdez, le meilleur ami de Bénito, le fiancé de Minha, le second fils de Joam et Yaquita.
- Mme Valdez, seulement évoquée comme le juge Ribeiro, seul parent en vie de Manoël, elle réside à Belém et sa connaissance motive la construction de la jangada et la descente de l'Amazone.

## Thèmes verniens abordés
Le mythe de la maison navigante, déjà développée dans Cinq semaines en ballon (1863) avec la montgolfière, De la Terre à la Lune et surtout Autour de la Lune (1865 et 1870) avec la fusée, Vingt mille lieues sous les mers (1869-1870) avec le sous-marin Nautilus, La Maison à vapeur (1880) avec l'éléphant mécanique, et qui le sera encore dans l'œuvre vernienne avec Robur le Conquérant (1886) et Maître du monde (1904) ou encore L'Île à hélice (1895), dotée de tout le confort, qui se déplace n'importe où, dans n'importe quel élément, prend de nouveau forme sous la figure de la jangada. Ce radeau portant un village, avec les carbets des Indiens, les cases des Noirs, les habitations de la famille Garral, la chapelle, les docks, un train de bois gigantesque finira détruit, car démantelé et vendu (la famille rentre à Iquitos au Pérou à bord des premiers steamers qui remontent l'Amazone). Ceci est encore une constante de l'œuvre : l'éléphant de Steam House finit en mille morceaux, L'Épouvante de Robur également, tandis que le Nautilus s'abîme lentement et sert de sépulture à Nemo dans L'Île mystérieuse détruite par un volcan.
Un autre thème est celui de l'innocence, de la rédemption, abordés entre autres dans Mathias Sandorf et Un drame en Livonie.

## Genre littéraire
La Jangada est un des rares romans de Jules Verne où l'auteur se livre au genre du roman policier, avec une enquête à mener et une intrigue à résoudre. L'auteur français retrouvera ce genre littéraire dans Mathias Sandorf (1885), Les Frères Kip et Un drame en Livonie (1904).

## Sources
- François Angelier, Dictionnaire Jules Verne, éditions Pygmalion (2006).
- Philippe Mellot et Jean-Marie Embs, Le guide Jules Verne, éditions de L'Amateur (2005).